# Nordkapp
Nordkapp est une kommune de Norvège située dans le comté de Finnmark. Son territoire englobe notamment l'île de Magerøya où se trouve également le cap Nord, ainsi que des portions de territoires continentaux situés de part et d'autre du Porsangerfjorden.
Au 1er janvier 2002, elle comptait 3 513 habitants répartis dans plusieurs localités : Nordvågen, Kåfjord, Kamøyvær, Skarsvåg, Gjesvær et surtout Honningsvåg, la plus importante et port de mer où font escale plus de 100 navires de croisière, parfois en partance vers le Spitzberg, l'archipel de Svalbard.